# Mieczysław Szczuka

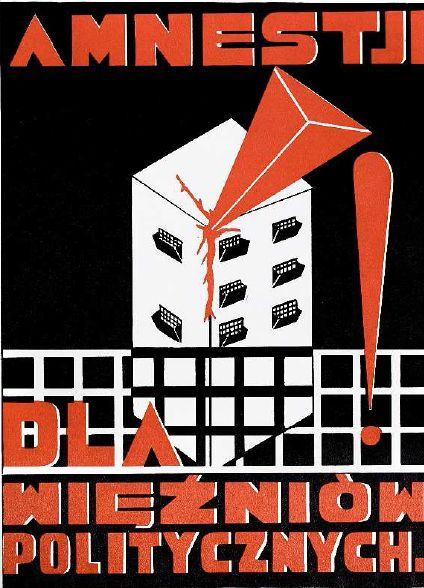
Ân xá cho tù nhân chính trị (Áp phích, Mieczysław Szczuka, 1926)

Mieczysław Szczuka (sinh ngày 19 tháng 10 năm 1898 - mất ngày 13 tháng 8 năm 1927) là một họa sĩ, nhà leo núi người Ba Lan.

## Tiểu sử
Szczuka được sinh ra ở Warsaw và bắt đầu theo học hội hoạ từ năm 1915 đến năm 1918 tại Học viện Mỹ thuật ở Warsaw dưới sự hướng dẫn của Giáo sư Miłosz Kotarbiński. Sau khi tốt nghiệp tại đây, ông làm nghề hoạ sĩ. Nghề tay phải của ông là hoạ sĩ vẽ minh họa sách và thiết kế cho rạp hát. Bên cạnh đó, ông cũng ra mắt các bức ảnh thuộc nghệ thuật trừu tượng. Szczuka đã tham dự nhiều triển lãm quốc tế như "Triển lãm đầu tiên về nghệ thuật hiện đại" tại Bucharest. Szczuka tham gia vào nhóm của các nghệ sĩ tiên phong "Blok".
Sau khi Szczuka bị chẩn đoán mắc bệnh lao, ông đã chuyển đến khu nghỉ dưỡng của Zakopane dưới chân núi Tatra vào năm 1923. Kể từ đây, ông bắt đầu leo núi. Trong những năm 1923-1927, ông đã chinh phục một số chặng leo núi khó nhất thời bấy giờ cũng như đã thiết lập một số tuyến đường mới. Ông không may qua đời trong một tai nạn khi đang leo lên hướng nam của dãy Zamarła Turnia trên ngọn núi Tatra.